# Gulliver en el país de los Gigantes
Gulliver en el país de los Gigantes és una pel·lícula curtmetratge en blanc i negre mut del 1903 o 1905 dirigida per Segundo de Chomón. L'argument es basava en Els viatges de Gulliver de Jonathan Swift però força influïda per la primera adaptació cinematogràfica, Le Voyage de Gulliver à Lilliput et chez les géants (1902) de Georges Méliès. Tot i que se n'ha parlat molt, no hi ha gaires proves de la seva existència, encara que Manuel Rotellar i Juan Gabriel Tharrats en donen força detalls, com que va ser rodada en un plató improvisat al local abandonat Beti-Jay a la Plaça d'Espanya de Barcelona. A més, sobre la seva estrena Minguet afirma:
| « | La veritat és que al voltant del 22 de març de 1903 es va estrenar en alguns cinemes de Barcelona una pel·lícula que apareix sota títols diferents, Aventuras de Gullivert en el país de los gigantes y pigmeos, Aventuras de Gullivert en el país de los pigmeos y gigantes o Viajes de Gulliver (aquesta última anunciada amb una extensió de tres-cents metres). | » |